# Haliclona
Haliclona är ett släkte av svampdjur som beskrevs av Robert Edmond Grant 1836. Haliclona ingår i familjen Chalinidae.

## Bildgalleri

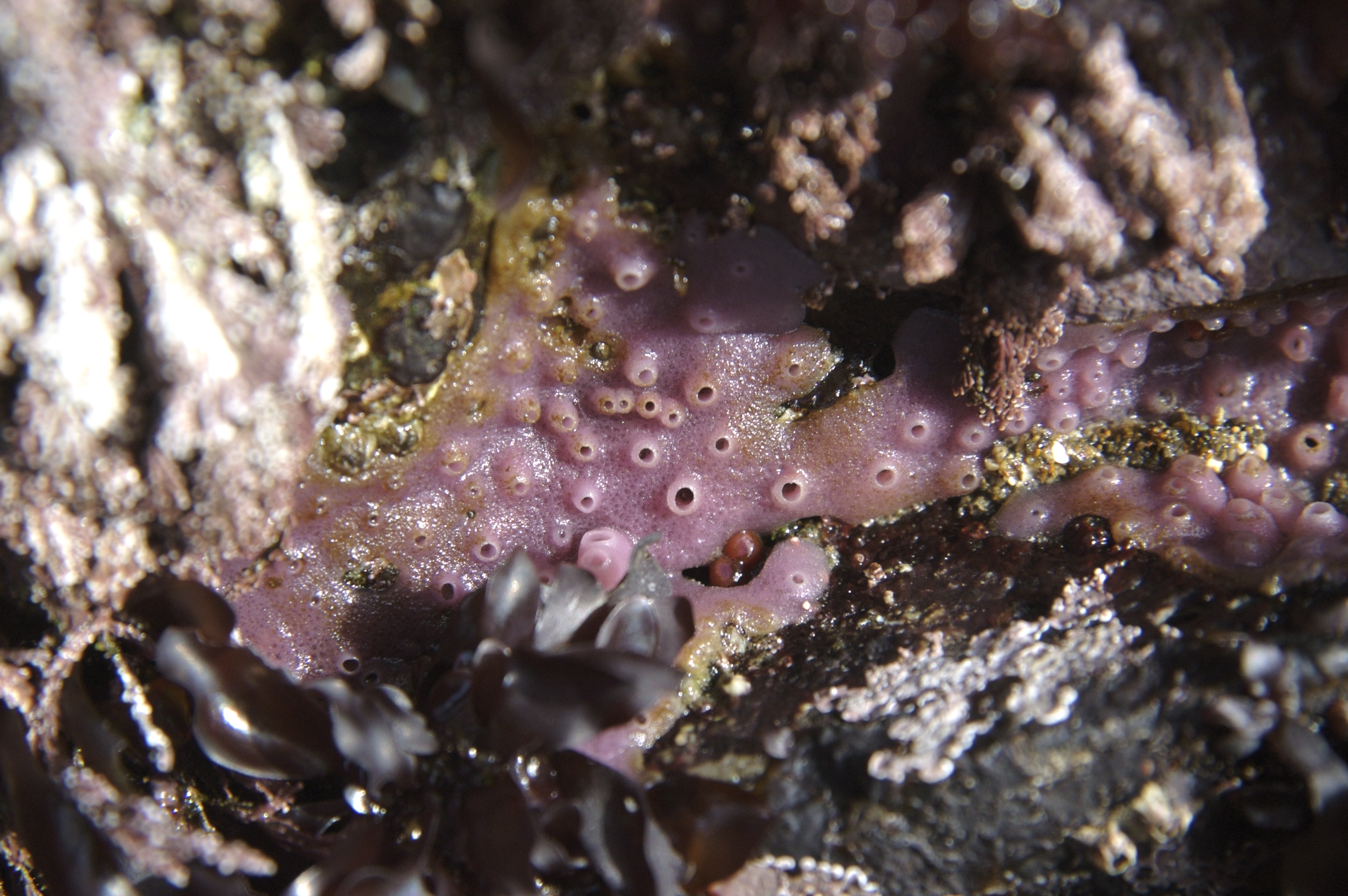
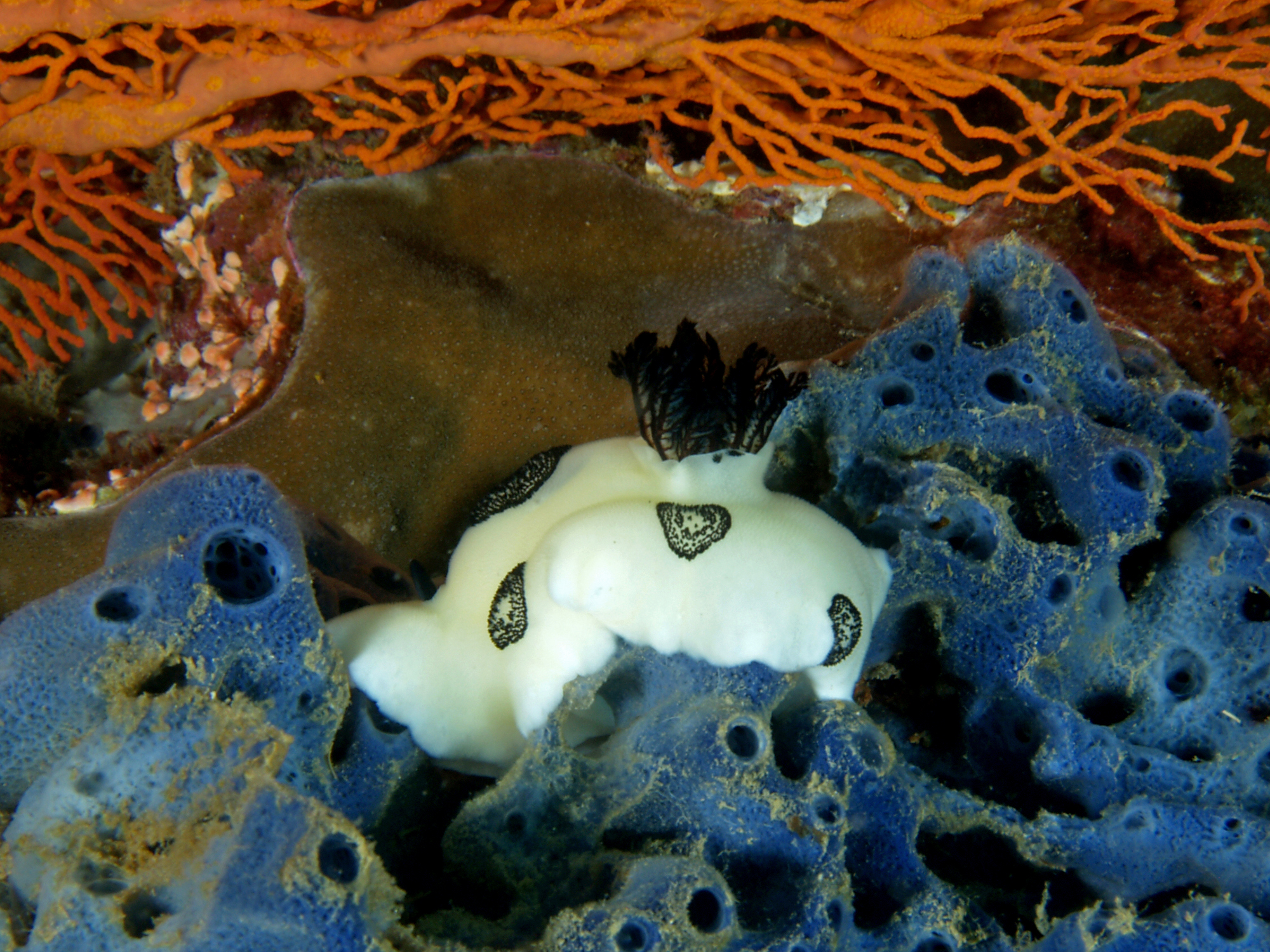

## Dottertaxa tillHaliclona, i alfabetisk ordning[1][2]
- Haliclona abbreviata
- Haliclona accomodata
- Haliclona acoroides
- Haliclona agglutinata
- Haliclona alba
- Haliclona albapontica
- Haliclona albifragilis
- Haliclona algicola
- Haliclona altera
- Haliclona alusiana
- Haliclona amboinensis
- Haliclona ambrosia
- Haliclona amphioxa
- Haliclona anatarius
- Haliclona anceps
- Haliclona angulata
- Haliclona anonyma
- Haliclona aperta
- Haliclona aquaeductus
- Haliclona arctica
- Haliclona arenata
- Haliclona arenosa
- Haliclona atra
- Haliclona auletta
- Haliclona australis
- Haliclona baeri
- Haliclona bawiana
- Haliclona bifacialis
- Haliclona bilamellata
- Haliclona binaria
- Haliclona bioxeata
- Haliclona bombensis
- Haliclona borzatii
- Haliclona boutschinskii
- Haliclona bowerbanki
- Haliclona broendstedi
- Haliclona bubastes
- Haliclona bucina
- Haliclona bulbifera
- Haliclona calanus
- Haliclona calcinea
- Haliclona caminata
- Haliclona canaliculata
- Haliclona cancellata
- Haliclona carduus
- Haliclona carteri
- Haliclona catarinensis
- Haliclona cavernosa
- Haliclona cellaria
- Haliclona centrangulata
- Haliclona ceratina
- Haliclona cerebrum
- Haliclona cervicornis
- Haliclona chalinoides
- Haliclona chilensis
- Haliclona cinerea
- Haliclona ciocalyptoides
- Haliclona cioniformis
- Haliclona citrina
- Haliclona clara
- Haliclona coerulea
- Haliclona coerulescens
- Haliclona columbae
- Haliclona conica
- Haliclona constans
- Haliclona coreana
- Haliclona corticata
- Haliclona cratera
- Haliclona cribrata
- Haliclona cribricutis
- Haliclona cribriformis
- Haliclona cribrosa
- Haliclona cucurbitiformis
- Haliclona curacaoensis
- Haliclona cylindrica
- Haliclona cylindrigera
- Haliclona cymaeformis
- Haliclona daepoensis
- Haliclona dancoi
- Haliclona debilis
- Haliclona decidua
- Haliclona delicata
- Haliclona delicatula
- Haliclona dendrilla
- Haliclona densa
- Haliclona densaspicula
- Haliclona depellens
- Haliclona depressa
- Haliclona digitata
- Haliclona divulgata
- Haliclona domingoi
- Haliclona dubia
- Haliclona elegans
- Haliclona elegantia
- Haliclona ellipsis
- Haliclona enamela
- Haliclona enormismacula
- Haliclona epiphytica
- Haliclona esperi
- Haliclona eterospiculata
- Haliclona fascigera
- Haliclona fibrosa
- Haliclona fibulata
- Haliclona fibulifera
- Haliclona finitima
- Haliclona fistulosa
- Haliclona flabelliformis
- Haliclona flabellodigitata
- Haliclona flaccida
- Haliclona flagellifer
- Haliclona flagellifera
- Haliclona flava
- Haliclona flavescens
- Haliclona foliacea
- Haliclona folium
- Haliclona foraminosa
- Haliclona forcellata
- Haliclona forcipata
- Haliclona fortior
- Haliclona fragilis
- Haliclona friabilis
- Haliclona frondosa
- Haliclona fryetti
- Haliclona fulva
- Haliclona gellindra
- Haliclona gemina
- Haliclona glaberrima
- Haliclona glabra
- Haliclona glacialis
- Haliclona globosa
- Haliclona griessingeri
- Haliclona grimmi
- Haliclona groenlandica
- Haliclona grossa
- Haliclona hebes
- Haliclona hirsuta
- Haliclona hispidula
- Haliclona hongdoensis
- Haliclona hornelli
- Haliclona hyalina
- Haliclona hydroida
- Haliclona ignobilis
- Haliclona implexa
- Haliclona implexiformis
- Haliclona incrustata
- Haliclona indistincta
- Haliclona inepta
- Haliclona inflata
- Haliclona informis
- Haliclona infundibularis
- Haliclona infundibuliformis
- Haliclona innominata
- Haliclona intermedia
- Haliclona irregularis
- Haliclona isodictyalis
- Haliclona jorii
- Haliclona kaikoura
- Haliclona korema
- Haliclona koremella
- Haliclona lacazei
- Haliclona laevis
- Haliclona latens
- Haliclona latisigmae
- Haliclona laurentina
- Haliclona laxa
- Haliclona lehnerti
- Haliclona lentus
- Haliclona liber
- Haliclona ligniformis
- Haliclona lilaceus
- Haliclona lobosa
- Haliclona luciensis
- Haliclona lutea
- Haliclona macropora
- Haliclona macrorhaphis
- Haliclona madagascarensis
- Haliclona madrepora
- Haliclona magna
- Haliclona magnifica
- Haliclona mamillata
- Haliclona mammilaris
- Haliclona manglaris
- Haliclona marismedi
- Haliclona massalis
- Haliclona maxima
- Haliclona mediterranea
- Haliclona megasclera
- Haliclona megastoma
- Haliclona melana
- Haliclona membranacea
- Haliclona merejkowskii
- Haliclona microsigma
- Haliclona microtoxa
- Haliclona microxea
- Haliclona microxifera
- Haliclona minima
- Haliclona mokuoloea
- Haliclona mollicula
- Haliclona mollis
- Haliclona mucifibrosa
- Haliclona mucosa
- Haliclona muricata
- Haliclona neens
- Haliclona negro
- Haliclona nigra
- Haliclona nigricans
- Haliclona nishimurai
- Haliclona nitens
- Haliclona nodosa
- Haliclona oculata
- Haliclona odessana
- Haliclona offerospicula
- Haliclona olivacea
- Haliclona omissa
- Haliclona onomichiensis
- Haliclona osiris
- Haliclona pacifica
- Haliclona palmonensis
- Haliclona panis
- Haliclona papillifera
- Haliclona parietalioides
- Haliclona parietalis
- Haliclona pedunculata
- Haliclona penicillata
- Haliclona perforata
- Haliclona perlucida
- Haliclona permollisimilis
- Haliclona petrocalyx
- Haliclona petrosioides
- Haliclona phillipensis
- Haliclona phlox
- Haliclona pigmentifera
- Haliclona piscaderaensis
- Haliclona pocilliformis
- Haliclona poecillastroides
- Haliclona polychotoma
- Haliclona polypoides
- Haliclona pons
- Haliclona pontica
- Haliclona porosa
- Haliclona primitiva
- Haliclona proletaria
- Haliclona protochalina
- Haliclona proxima
- Haliclona pulcherrima
- Haliclona pulchra
- Haliclona pulvinar
- Haliclona punctata
- Haliclona pyrrhi
- Haliclona ramosa
- Haliclona ramusculoides
- Haliclona rapanui
- Haliclona raphidiophora
- Haliclona rava
- Haliclona rectangularis
- Haliclona regia
- Haliclona reptans
- Haliclona reticulata
- Haliclona reversa
- Haliclona rhaphidiophora
- Haliclona rhizophora
- Haliclona ridleyi
- Haliclona robustaspicula
- Haliclona rosea
- Haliclona rossica
- Haliclona rotographura
- Haliclona rubra
- Haliclona rudis
- Haliclona ruetzleri
- Haliclona rufescens
- Haliclona rugosa
- Haliclona sabulosa
- Haliclona saldanhae
- Haliclona sanguinea
- Haliclona sarai
- Haliclona sasajimensis
- Haliclona sataensis
- Haliclona scabritia
- Haliclona schmidti
- Haliclona scotti
- Haliclona scyphanoides
- Haliclona semifibrosa
- Haliclona shimoebuensis
- Haliclona similis
- Haliclona simplex
- Haliclona simplicissima
- Haliclona simulans
- Haliclona siphonella
- Haliclona smithae
- Haliclona solowetzkaja
- Haliclona sonorensis
- Haliclona sordida
- Haliclona sorongae
- Haliclona sortitio
- Haliclona spatula
- Haliclona spiculotenuis
- Haliclona spinosella
- Haliclona spitzbergensis
- Haliclona spongiosa
- Haliclona spongiosissima
- Haliclona stelliderma
- Haliclona stephensi
- Haliclona steueri
- Haliclona stilensis
- Haliclona stirpescens
- Haliclona stoneae
- Haliclona streble
- Haliclona striata
- Haliclona strongylata
- Haliclona strongylophora
- Haliclona subglobosa
- Haliclona submonilifera
- Haliclona subtilis
- Haliclona surrufa
- Haliclona swartschewskiji
- Haliclona tabernacula
- Haliclona tachibanaensis
- Haliclona teligera
- Haliclona tenacior
- Haliclona tenella
- Haliclona tenera
- Haliclona tenerrima
- Haliclona tenuiderma
- Haliclona tenuiramosa
- Haliclona tenuis
- Haliclona tenuisigma
- Haliclona tenuispiculata
- Haliclona texta
- Haliclona textapatina
- Haliclona topsenti
- Haliclona toxia
- Haliclona toxophora
- Haliclona toxotes
- Haliclona transitans
- Haliclona translucida
- Haliclona tremulus
- Haliclona tromsoica
- Haliclona tubifera
- Haliclona tubulifera
- Haliclona tubuloramosa
- Haliclona tubulosa
- Haliclona tufoides
- Haliclona tulearensis
- Haliclona turquoisia
- Haliclona twincayensis
- Haliclona tylotoxa
- Haliclona typica
- Haliclona tyria
- Haliclona tyroeis
- Haliclona uljinensis
- Haliclona ulreungia
- Haliclona uncinata
- Haliclona urceolus
- Haliclona urizae
- Haliclona utriculus
- Haliclona uwaensis
- Haliclona walentinae
- Haliclona valliculata
- Haliclona vanderlandi
- Haliclona vansoesti
- Haliclona varia
- Haliclona variabilis
- Haliclona vasiformis
- Haliclona vega
- Haliclona venata
- Haliclona venusta
- Haliclona venustina
- Haliclona vermeuleni
- Haliclona verrucosa
- Haliclona viola
- Haliclona violacea
- Haliclona violapurpura
- Haliclona virens
- Haliclona virgata
- Haliclona viscosa
- Haliclona voeringii
- Haliclona xena